# Dębrznik
Dębrznik (do 2008 Debrznik, niem. Krausendorf) – wieś w Polsce położona w województwie dolnośląskim, w powiecie kamiennogórskim, w gminie Kamienna Góra, przy drodze krajowej nr 5.

## Położenie
Leży nad  Bobrem w Obniżeniu Leska u stóp Gór Lisich.

## Nazwa
Do roku 2007 używana była także nazwa Debrznik.

## Podział administracyjny
W latach 1975–1998 miejscowość administracyjnie należała do województwa jeleniogórskiego.